# Rebero Genocide Memorial
Das Rebero Genocide Memorial ist eine Gedenkstätte an den Völkermord in Ruanda. Sie befindet sich im Distrikt Kicukiro in der Hauptstadt Kigali. Die Gedenkstätte wurde zunächst durch den Distrikt verwaltet. Seit April 2017 gehört das Rebero Genocide Memorial wie auch das Nyange Genocide Memorial im Distrikt Ngororero jedoch zu den staatlich verwalteten Gedenkstätten im Land. Sie gehört als Teil der Gedenkstätten des Völkermordes: Nyamata, Murambi, Gisozi und Bisesero seit 2023 zum UNESCO-Welterbe.
Am Rebero Genocide Memorial sind über 14.400 Opfer des Völkermords bestattet. Die Stätte ist zudem bekannt als Gedenkstätte für ruandische Politiker, die den Genozid nicht unterstützten und getötet wurden. Zu diesen zählen:
- Jean de la Croix Rutaremara (Parti libéral)
- Venantie Kabageni (Parti libéral)
- Andre Kameya (Parti libéral)
- Joseph Kavaruganda (Präsident des ruandischen Verfassungsgerichts)
- Charles Kayiranga (Parti libéral)
- Jean Pierre Mushimiyimana (Parti social démocrate)
- Frédéric Nzamurambaho (Parti social démocrate, Landwirtschaftsminister)
- Landouard Ndasingwa (Parti libéral)
- Félicien Ngango (Parti social démocrate)
- Aloys Niyoyita (Parti libéral)
- Frederic Nzamurambaho (Parti social démocrate)
- Faustin Rucogoza (MDR)
- Augustin Rwayitare (Parti libéral)

Am 13. April 2024 wurden im Rahmen von Kwibuka 30 am Rebero Genocide Memorial neun weitere Politiker geehrt, die während des Völkermords Widerstand leisteten. Dazu wurden ihre Namen am Denkmal eingraviert. Diese sind Boniface Ngurinzira, Godefroid Ruzindana, Jean-Baptiste Habyarimana, Jean-Gualbert Rumiya, Vincent Rwabukwisi und Theoneste Gafaranga sowie die drei Bürgermeister Calixte Ndagijimana von Mugina, Narcisse Nyagasaza von Ntyazo und Jean Marie Vianne Gisagara von Nyabisindu.